# كازويا تسوروماكي
كازويا تسوروماكي (鶴巻 和哉 Tsurumaki Kazuya) هو مخرج أنمي ياباني. ولد في 2 فبراير 1966، في مدينة غوسين، الواقعة في محافظة نييغاتا.
كازويا هو تلميذ هيدياكي أنّو، ورسام رسوم متحركة منذ فترة طويلة في غايناكس. مشروع تسوروماكي الأول في غايناكس كان كمخرج تحريك لمسلسل 1990، فوشيغي نو أومي نو ناديا؛ كان تسوروماكي أيضاً مخرج مشاهد الأوماكه (الإضافية) الفكاهية التي أتت مع المسلسل، ومنتج «ناديا إصدار السينما». في 1995، عمل تسوروماكي كمخرج مساعد لهيدياكي أنّو في مسلسل غايناكس المعلمي، نيون جينيسيس إيفانجيليون، الذي تسلم فيه دور الإنتاج، الإخراج الفني ومساعد الضبط في بعض الحلقات. في 1997، أخرج الحلقة 25'، النصف الأول من النهاية السينمائية لسلسلة إيفانجيليون، نهاية إيفانجيليون. قام بالأعمال الإخراجية في مسلسل 1998 كاري كانو بعد مغادرة أنّو المشروع فجأة. في 2000، قدم تسوروماكي رسمياً ظهوره الأول كمخرج قدير مع سلسلة الأوفا ذات الستة أجزاء، FLCL. في 2004، أخرج تكملة الأنمي المعروف غانبستر باسم صوب نحو القمة 2! أو دايبستر. يعمل تسوروماكي حالياً كمخرج لرباعية أفلام إيفانجيليون، إعادة بناء إيفانجيليون.
حضر أوتاكون في 2011.

## روابط خارجية
- كازويا تسوروماكي على موقع IMDb (الإنجليزية)
- كازويا تسوروماكي على موقع ألو سيني (الفرنسية)
- كازويا تسوروماكي على موقع ميوزك برينز (الإنجليزية)
- كازويا تسوروماكي على موقع أول موفي (الإنجليزية)
- كازويا تسوروماكي على موقع أول ميوزيك (الإنجليزية)
- كازويا تسوروماكي على موقع ديسكوغز (الإنجليزية)
- كازويا تسوروماكي على موقع قاعدة بيانات الفيلم (الإنجليزية)
- كازويا تسوروماكي على موقع كينوبويسك (الروسية)
- كازويا تسوروماكي على موقع ANN person (الإنجليزية)